# The Lichenologist
The Lichenologist (w piśmiennictwie naukowym cytowane jako Lichenologist) – międzynarodowe czasopismo naukowe brytyjskiego towarzystwa The British Lichen Society (BLS). Publikowane są w nim wyłącznie artykuły o porostach (Lichenes) na całym świecie. Jako wiodące forum upowszechniania nowych koncepcji i aktualnych recenzji, Lichenologist dociera do większej liczby naukowców zajmujących się badaniem porostów i symbiontów porostów niż jakikolwiek inne czasopismo publikujące artykuły o porostach. W publikacjach tego czasopisma uwzględnia się wszystkie aspekty lichenologii, w tym biogeografię, systematykę i filogenetykę, anatomię i morfologię, biologię molekularną (ultrastrukturę porostów), chemię metabolitów wtórnych, wpływ zanieczyszczeń i zastosowanie porostów jako bioindykatorów. Oprócz artykułów naukowych o standardowej długości, czasopismo publikuje także krótkie komunikaty i recenzje książek. Czasami miesięczny numer może być poświęcony artykułom pochodzącym z sympozjum.
Online dostępny jest wykaz numerów czasopisma z lat 1993–2003, spisy artykułów w tych numerach i ich streszczenia. Wcześniejsze wydania są dostępne dla członków BLS.
ISSN: 0024-2829.